# Oogstmijt
De oogstmijt Trombicula autumnalis is een soort mijt uit de familie van de Trombiculidae. De nimfen en volwassen exemplaren voeden zich met insecten en insecteneieren in de grond. De larven (Engels: Harvest mites or Chiggers; Frans: Aoûtat) zijn parasitisch op vele dieren en mensen, met inbegrip van knaagdieren, vogels, gevogelte, konijnen, vee, slangen en padden.

## Beschrijving en Levenscyclus

De levenscyclus van de oogstmijt

De volwassen mijten zijn ongeveer 1–2 mm groot en rood van kleur. Zij lijken sterk op de Fluweelmijt maar zijn hier geen familie van. De oogstmijten leggen hun eieren in vochtige grond. De 0,2-0,3 mm grote larven die hier uit komen zijn normaal gesproken oranje of rood van kleur met zes poten. Zij ontwikkelen er acht in de nimffase. De larven hebben voor hun ontwikkeling eenmalig een maaltijd van half verteerd cel- en weefselvocht van een gewervelde nodig. Na het uitkomen klimmen de larven in gras en wachten ze op een dergelijke gastheer. De larve beweegt zich zeer snel en kruipt op voeten of benen. Op zijn gastheer reist de oogstmijt vervolgens rond tot het een enigszins beschutte plaats bereikt heeft. Hier bijten zij zich vast in de huid en zuigen zich in enkele dagen vol.
Bij de mens blijkt voorkeur te bestaan voor plaatsen waar de kleding knelt (broekriem, elastiek van ondergoed, knieholten, oksels, sokkenranden enz.). De beet van de larve is niet voelbaar maar na enkele uren verschijnen kleine rode bultjes die hevig jeuken. Na het zuigen vallen de larven af en ontwikkelen zich in drie stadia van nimf tot volwassen mijten waarna de cyclus opnieuw kan beginnen.

## Afbeeldingen

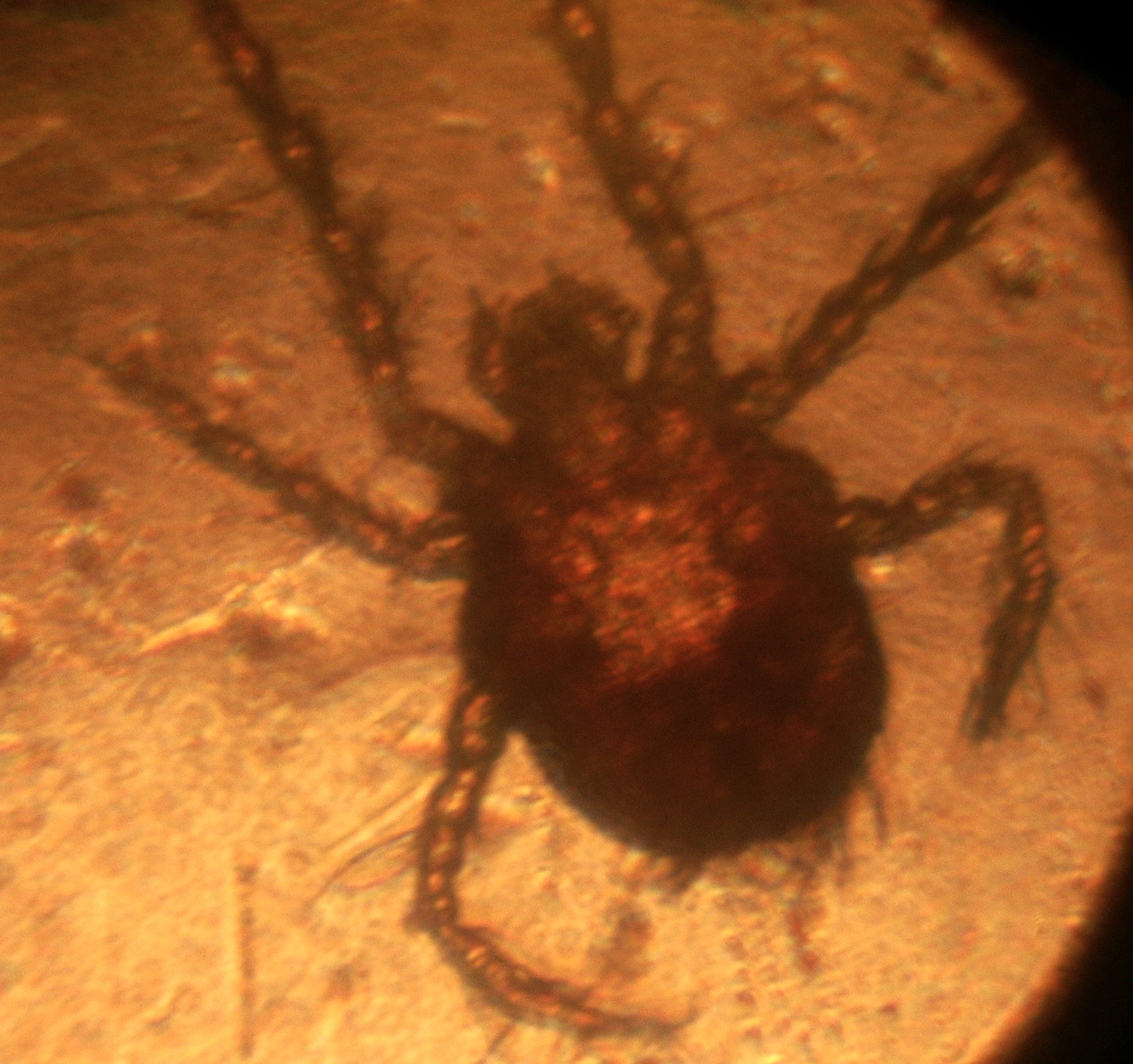
Larve van oogstmijt onder de microscoop
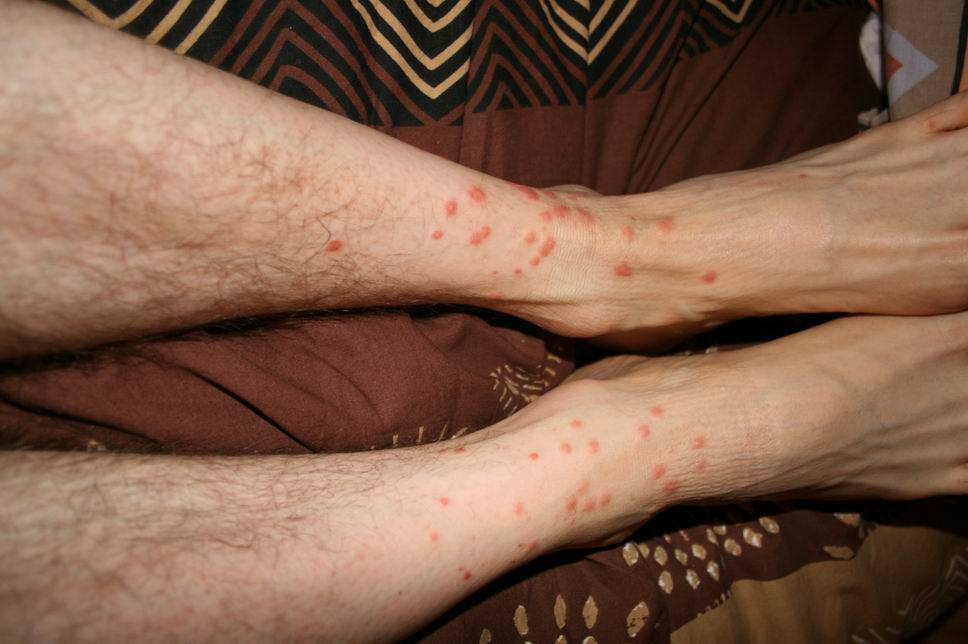
Beten van de larve van de oogstmijt